# دهستان خفر
دهستان خفر، یکی از دهستان‌های بخش مرکزی شهرستان خفر در استان فارس ایران است. مرکز این دهستان، روستای زرجان است.

## جمعیت
بر پایه سرشماری عمومی نفوس و مسکن در سال ۱۳۹۵، جمعیت دهستان خفر برابر با ۲٬۷۷۱ نفر بوده است.